# L'Inévitable Monsieur Dubois
Pour plus de détails, voir Fiche technique et Distribution.
L'Inévitable Monsieur Dubois est un film français, réalisé par Pierre Billon en 1942 et sorti en salles en 1943.
Cette comédie, qui se situe dans la même veine que L'Honorable Catherine, réalisée la même année par Marcel L'Herbier, tente de reprendre les ingrédients principaux des comédies loufoques américaines des années 1930. Sa force tient essentiellement dans l'abattage des comédiens et les dialogues savoureux de Marc-Gilbert Sauvajon. Ce film eut un gros succès public sous l'Occupation.

## Synopsis
Hélène Mareuil est une femme d'affaires, qui dirige avec fermeté et compétence une usine de parfums de luxe dans le sud de la France. Un jour, par accident, elle renverse avec son automobile Claude Dubois, un artiste peintre qui circulait à moto. Dubois tente de séduire la jeune femme dont la fantaisie n'est pas le fort ; pour parvenir à ses fins, il devra multiplier les ruses et les stratagèmes les plus subtils.

## Fiche technique
- Titre : L'Inévitable Monsieur Dubois
- Réalisateur : Pierre Billon
- Scénario : Marc-Gilbert Sauvajon et Pierre Billon, d'après le roman inédit de André-Paul Antoine
- Dialogues : Marc-Gilbert Sauvajon
- Photographie : Paul Cotteret
- Montage : Madeleine Gug
- Musique : Jean Marion
- Directeur artistique : André Hunebelle
- Décors : Roland Quignon
- Société de production : Production Artistique et Cinématographique (P.A.C.)
- Société de distribution : Gaumont
- Lieux de tournage : Studios de Saint-Laurent-du-Var[1]
- Format : Noir et blanc - 1,37:1 - 35 mm - Son mono
- Genre : Comédie
- Durée : 99 minutes (1 h 39)
- Dates de sortie : 
  - France : 22 septembre 1943
- Affiche : Fernand François (France)

## Distribution
- André Luguet (Claude Dubois)
- Annie Ducaux (Hélène Mareuil)
- Mony Dalmès (Jacqueline Mareuil)
- Félicien Tramel (Mouche)
- Richard Francoeur (Verdier)
- Jean Sinoël (Honoré)
- Marcel Melrac (le garagiste)
- Jean Morel (le valet de chambre)
- Janine Viénot  (la vendeuse)
- Noëlle Norman (non crédité)
- Paul Ollivier (non crédité)
- Louis Vonelly (non crédité)
- Lucien Desagneaux (non crédité)